# Porte Comté

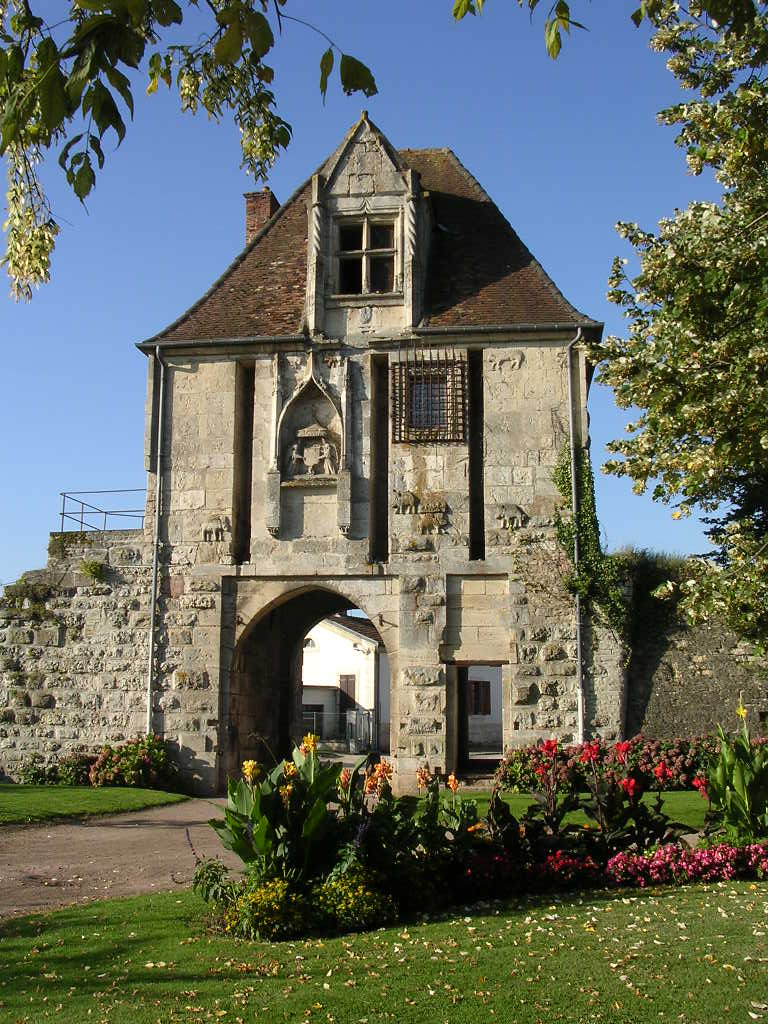
Porte Comté in Auxonne, Feldseite

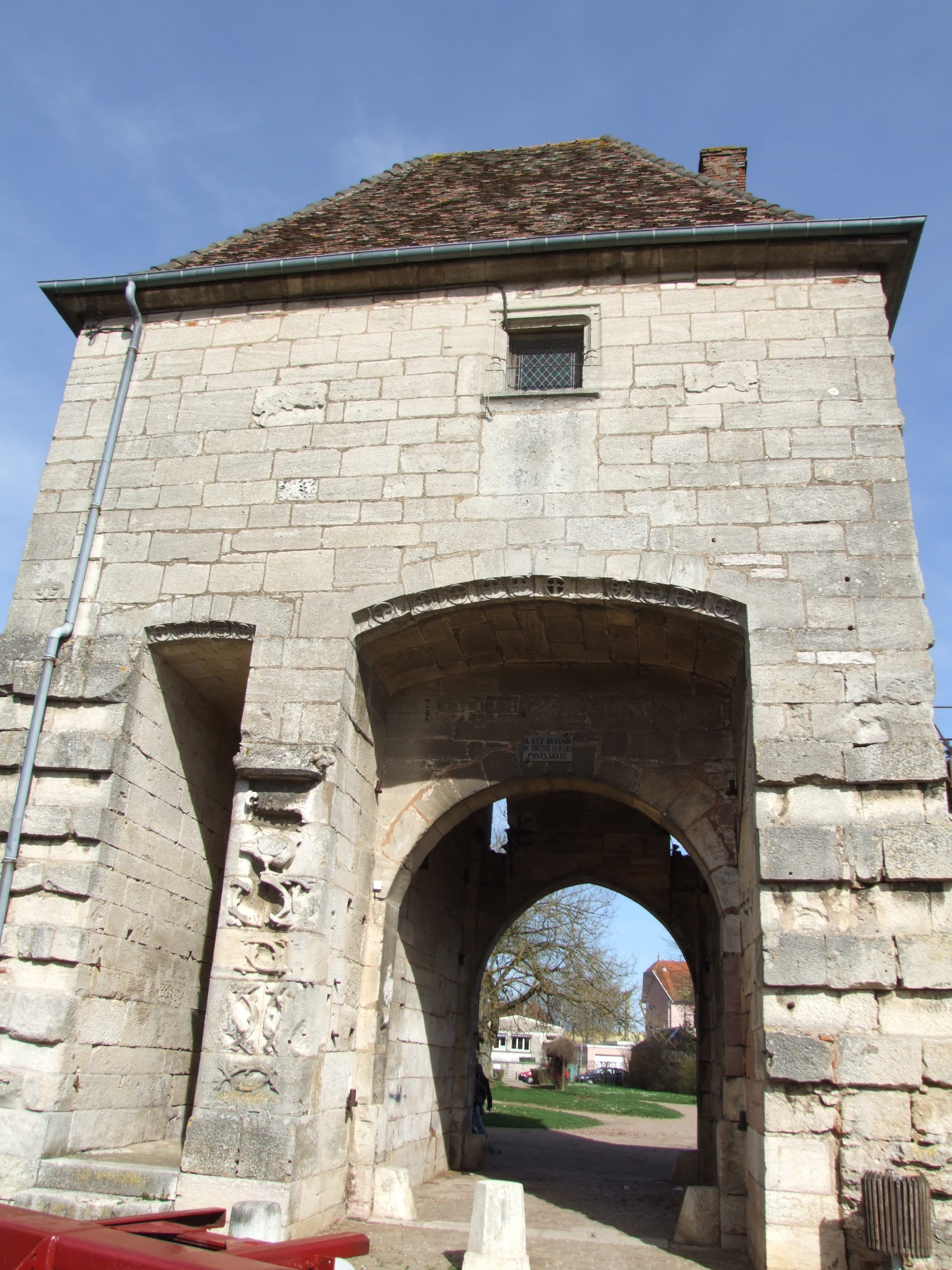
Stadtseite

Die Porte Comté in Auxonne, einer französischen Gemeinde im Département Côte-d’Or in der Region Bourgogne-Franche-Comté, wurde als Teil der Stadtbefestigung in der zweiten Hälfte des 15. Jahrhunderts errichtet. Im Jahr 1925 wurde das Stadttor als Monument historique in die Liste der Baudenkmäler in Frankreich aufgenommen.

## Beschreibung
Die Porte Comté, südöstlich der Kirche Notre-Dame, ist eines der vier mittelalterlichen Stadttore. An beiden Seiten sind Reste der Stadtmauer vorhanden, die ab 1350 errichtet wurde und insgesamt 33 Türme besaß. Im Jahr 1675 fügte der Festungsbaumeister Sébastien Le Prestre de Vauban acht Bastionen der Stadtbefestigung hinzu.